# Bugatti Model 100
Bugatti Model 100 — гоночно-экспериментальный самолёт, созданный фирмой Бугатти в 1938 году для участия в Кубок Дётч-де-ла-Мёрт

## История создания
В 1938 году основатель и руководитель фирмы Этторе Бугатти создал отдел авиационного проектирования Бугатти, который сразу взялся за амбициозную задачу — проектирование и постройка высокоскоростного истребителя, затем планы скорректировались на создание гоночного самолёта, с прицелом на выигрыш престижного Кубка Германии. При проектировании был реализован ряд нестандартных конструктивных решений и новинок в области авиастроения.
Работы над проектом велись очень интенсивно. В течение 1938 года была и утверждена схема, подготовлены проект и модель самолёта. Первый образец начали делать в конце 1939 года. Было решено уменьшить размерность самолёта: размах крыла снизили до 6700 мм, в остальном проект почти не изменялся. Обновленный самолёт обозначался как Bugatti 110Р и предполагалось оснащать его форсированной версией того двигателей того же типа, с максимальной мощностью порядка 500 л. с. при 4700 об\мин, что позволяло рассчитывать на увеличение скорости с 635 до 805 километров в час, хотя при этом возрастала и посадочная скорость со 115 до 130 километров в час, а полётная масса составила 1350 кг.
Однако первый прототип решили строить на основе проработанного ранее Bugatti 100Р. Самолёт имел деревянный каркас с бальсовыми сегментами, из металла были выполнены только стойки с механизмами выпуска и уборки шасси. Фонарь состоял из двух секций, делался из плексигласа. Работы по постройке проводились с большими перерывами, по причине как нехватка опыта, так и отсутствие поддержки на государственном уровне. Французское Министерство авиации готовилось к войне и гоночные самолёты были не в приоритете.
Реализации планов по постройке самолёта помешала Вторая мировая война. Когда немцы вошли в Париж в июне 1940 года, прототип самолёта был готов примерно на 80 %, и его решили спрятать. После освобождения Франции о самолёте вспомнили, но в послевоенной Франции было не до гоночных самолётов. Полусобранный прототип самолёта в 1970 году перекупил профессиональный реставратор машин Bugatti Рэй Джонс и переправил его в США. Там с него сняли двигатели для использования на автомобилях. Позже самолёт попал к Питеру Уильямсу, который отправил полуразобранную машину в Коннектикут, где его начали реставрировать.
Сейчас самолёт экспонируется в авиамузее Ошкоша (штат Висконсин).

Фото в музее
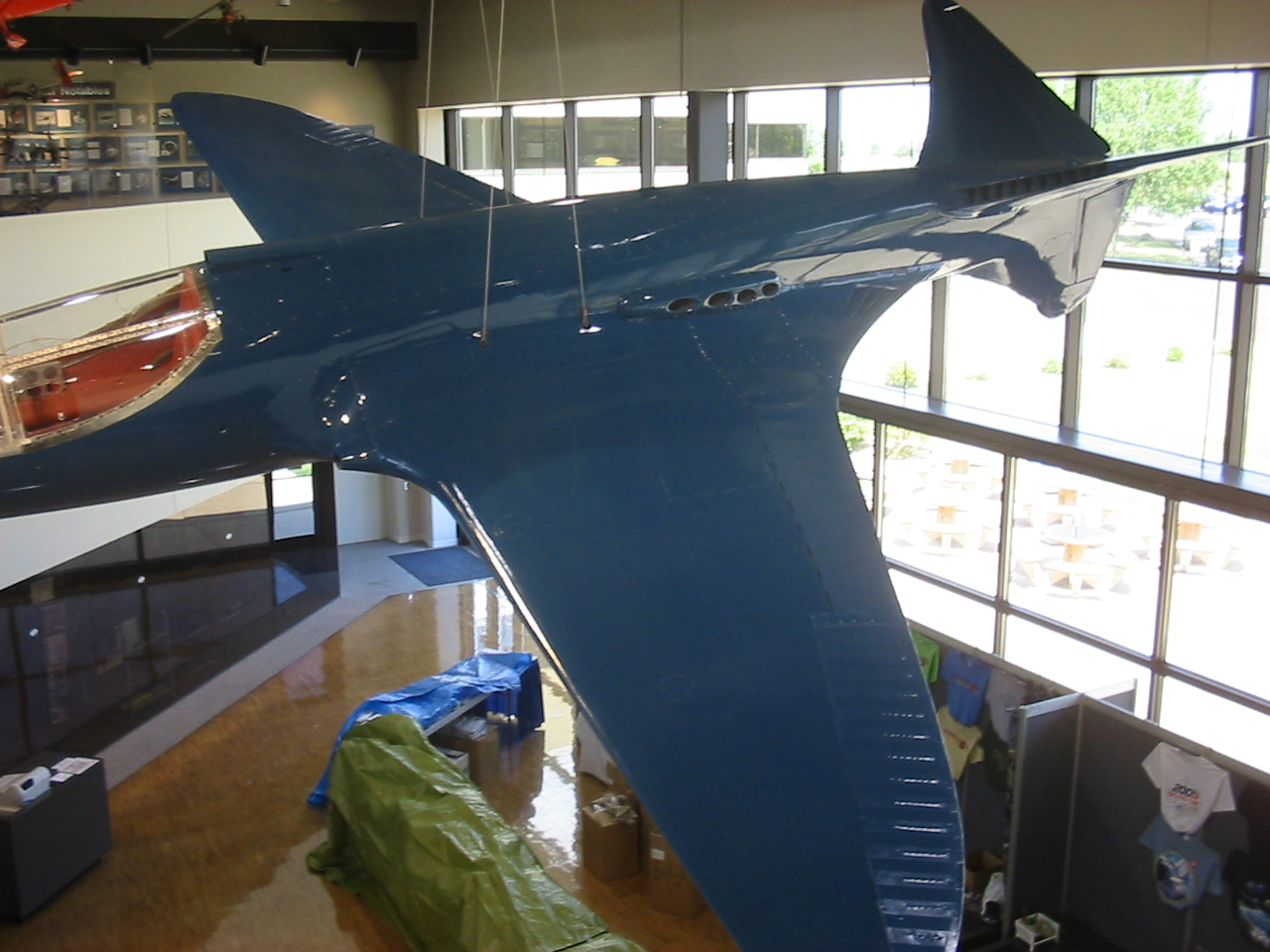
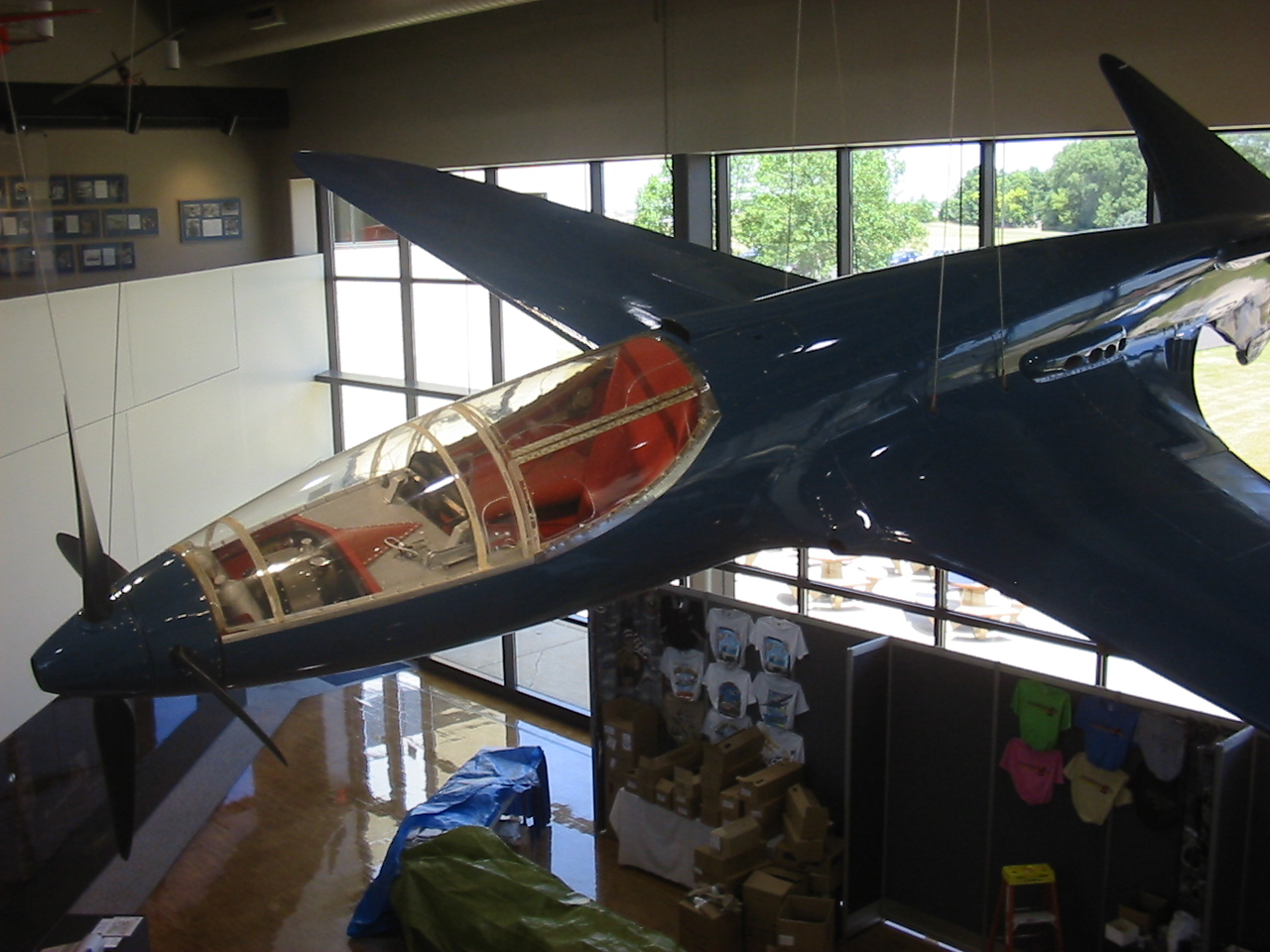
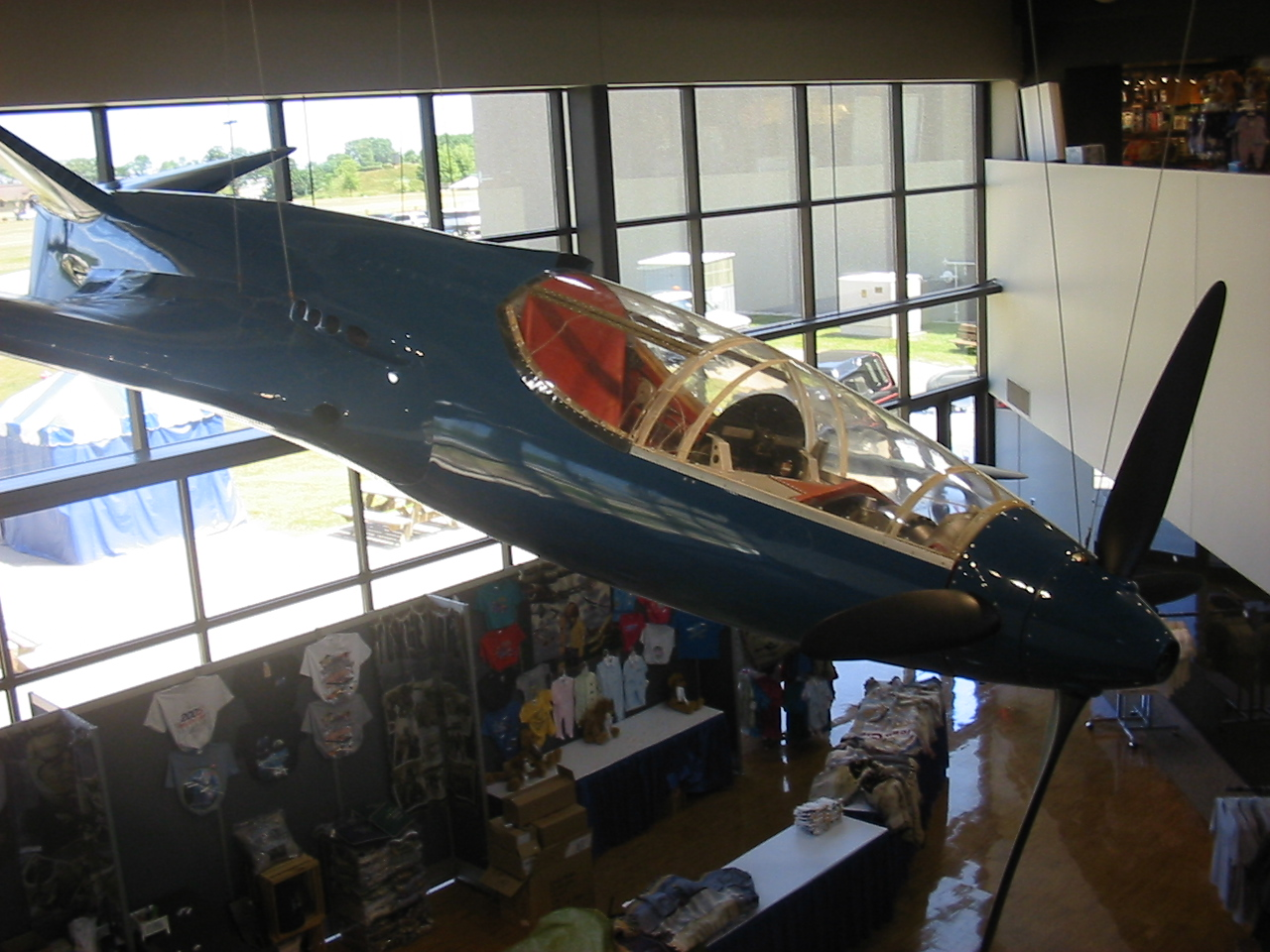

## Современность

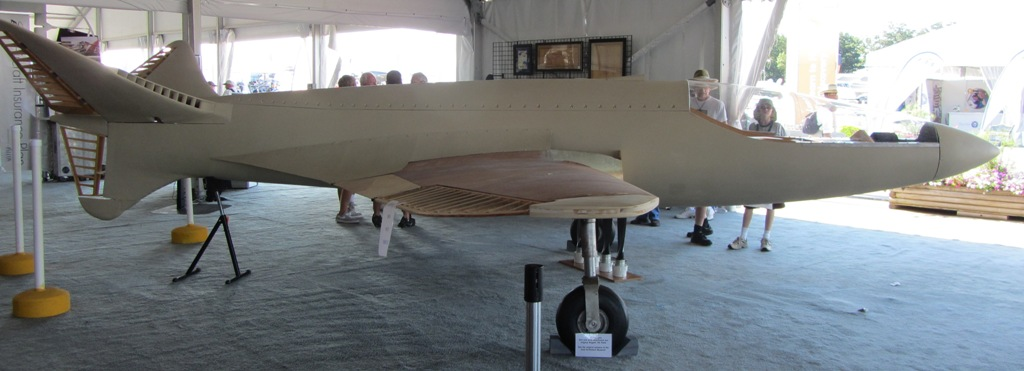
В процессе создании копии

В настоящее время группа энтузиастов ведёт работы по постройке летной реплики самолёта. 15 августа 2015 года был совершен первый пробный полет.

## Описание конструкции

### Фюзеляж
Фюзеляж удлиненного сигарообразного типа, с большой площадью остекления кабины пилота. Силовая установка, система охлаждения и масляные баки расположены в центральной части фюзеляжа.

### Двигатели и винты
Два 8-цилиндровых двигателя Т50 В1 с максимальной мощностью до 450 л. с. каждый, при 4500 об\мин. Объём двигателя: 4,7 л.

Система жидкостного охлаждения — два внутренних радиатора, нестандартной компоновки. Воздухозаборники — в носке верхних килей и охлажденный воздух проходит через каналы в фюзеляже к радиаторам. Далее более легкий нагретый воздух от двигателей отводится в выходные отверстия у задней кромки крыла. Наддув двигателя — турбокомпрессор Roost.

Соосные винты фирмы Ratier (металлические, двухлопастные), вращались в противоположных направлениях. Передний двигатель, с одним коротким валом, размещался вплотную к правому борту. Задний двигатель устанавливался по левому борту и мощность от него передавалась через два сочлененных вала. В носовой части находился редуктор, посредством которого мощность от двигателей передавалась на винты.

### Крыло
Крыло самолёта — низкоплан, с небольшой обратной стреловидностью по передней кромке и утолщенным профилем в районе корня, чтобы обеспечить размещение опорных стоек с колесами в нишах шасси. Для механизации крыла была разработана автоматическая система работы закрылков, которые в зависимости от режима полёта устанавливались в одно из шести положений, с прицелом на использование в высокоскоростном полёте.

### Шасси
Шасси — трехопорное, причем третья точка был шасси также имело одну оригинальную особенность. Основные стойки вместе с колесами убирались в ниши центроплана и полностью закрывались щитками. Вместо хвостового колеса использовался убираемый костыль, ниша для него была выполнена в нижнем киле достаточно толстого профиля.

### Хвостовое оперение
Хвостовое оперение было нестандартной конструкции — в виде буквы «Y» (установленных под углом 120°), с двумя верхними и одним нижнем килем. Рули направления находились на всех трех поверхностях.
Технические характеристики
- Экипаж: 1
- Длина: 12,19 м
- Размах крыла: 11,35 м
- Высота:
- Площадь крыла: 71,02 м.кв.
- Масса пустого: 3610 кг
- Масса снаряжённого: 4746 кг
- Силовая установка: 2 ×  Т50 В1
- Мощность двигателей: 2 × 450

Лётные характеристики
- Максимальная скорость: 724 км/ч